# Polymixis lajonquierei
Polymixis lajonquierei är en fjärilsart som beskrevs av Charles Boursin 1968. Polymixis lajonquierei ingår i släktet Polymixis och familjen nattflyn. Inga underarter finns listade i Catalogue of Life.

## Bildgalleri

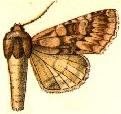